# The Centre of the Heart (Is a Suburb to the Brain)
The Centre of the Heart (Is a Suburb to the Brain) (englisch für „Die Mitte vom Herzen (Ist der Vorort zum Gehirn)“) ist ein Pop-Song des schwedischen Pop-Duos Roxette.

## Entstehung und Veröffentlichung
Der recht schnelle, weitgehend elektronisch instrumentierte Popsong wurde von Per Gessle geschrieben und von Clarence Öfwerman produziert. Der Song erschien im Februar 2001 bei EMI Records als erste Singleauskopplung ihres siebten Studioalbums Room Service.

## Inhalt
The Centre of the Heart (Is a Suburb to the Brain) ist ein Liebeslied. Im Songtext stellt die Protagonistin ihr Herz als eine Art vorgeschaltete Instanz zu ihrem Verstand dar, wenn sie der geliebten Person begegnet. Sie beschreibt, wie diese sie mit „unschuldigen Augen“ für sich gewinnt und sie diesen Zustand als aufregend und schmerzhaft zugleich empfindet („What am I gonna do when I get a little excited / A little in pain, tell me / What am I gonna say when I find / The centre of my heart is a suburb to the brain“).
Die Strophen und die Bridge werden von Fredriksson, der Refrain von Gessle gesungen.

## Musikvideo
Das Musikvideo zur Single wurde unter der Regie von Jonas Åkerlund gedreht. Es zeigt die Band in einem Haus spielend, von dort wird ihr Auftritt per Fernsehen in die Zimmer von verschiedenen Zuschauern übertragen.

## Titelliste der Single
Maxi-Single
| #  | Titel                   | Länge |
| -- | ----------------------- | ----- |
| 1. | The Centre Of The Heart | 3:22  |
| 2. | Entering Your Heart     | 3:59  |

## Chartplatzierungen
Der Song konnte sich in Deutschland auf Platz 31, in Österreich auf Platz 30 und in der Schweiz auf Platz 28 der Charts platzieren. Im Heimatland des Duos Schweden erreichte er die Chartspitze, der dritte Nummer-eins-Hit dort nach Joyride und Sleeping in My Car.
| ChartsChartplatzierungen | Höchstplatzierung | Wochen |
| ------------------------ | ----------------- | ------ |
| Deutschland (GfK)        | 31 (9 Wo.)        | 9      |
| Österreich (Ö3)          | 30 (11 Wo.)       | 11     |
| Schweden (GLF)           | 1 (12 Wo.)        | 12     |
| Schweiz (IFPI)           | 28 (15 Wo.)       | 15     |